# Ibusuki
Ibusuki (jap. 指宿市 Ibusuki-shi) – miasto w Japonii, w prefekturze Kagoshima, na wyspie Kiusiu.

## Historia
1 kwietnia 1889 roku, wraz z wdrożeniem przepisów miejskich, powstała wioska Ibusuki. 1 maja 1933 roku zdobyła status miasteczka (町). 1 kwietnia 1954 roku miejscowość powiększyła się o teren wsi Imaizumi (z powiatu Ibusuki) i zdobyła status miasta. 1 stycznia 2006 roku miasto powiększyło się o teren miasteczek Kaimon oraz Yamagawa (obu z powiatu Ibusuki).

## Klimat
Według statystyk AMeDAS średnia roczna suma opadów wynosi 2420,1mm, średnia roczna temperatura wynosi 18,1 °C (1981~2010), a nasłonecznienie wynosi średnio 1929,3 godzin w roku (1986~2010).

## Populacja
Zmiany w populacji Ibusuki w latach 1950–2015:

## Miasta partnerskie
- Rockhampton